# Adiantum fimbriatum
Adiantum fimbriatum är en kantbräkenväxtart som beskrevs av Christ. Adiantum fimbriatum ingår i släktet Adiantum och familjen Pteridaceae. Inga underarter finns listade.